# 御前山ダム
御前山ダム（ごぜんやまダム）は、茨城県常陸大宮市、一級河川・那珂川水系相川に建設されたダム。高さ52メートルのロックフィルダムで、かんがいを目的とする、農林水産省関東農政局直轄ダムである。

## 歴史
茨城県の那珂川沿岸地域は河岸段丘となっており、古来から水不足に悩まされる地域であった。江戸時代、1656年（明暦2年）に永田茂右衛門によって小場江用水路が開削され、農業用水の確保が進められたが、現代に入り施設の老朽化が見られたことや、未だに小河川やため池に用水を頼る地域が残されていたことから、農林水産省（当時・農林省）関東農政局は「国営那珂川沿岸農業水利事業」の水源として、1987年（昭和62年）に御前山ダムの計画に着手した。1999年（平成11年）12月から2000年（平成12年）3月にかけて仮排水路を建設し、2002年（平成14年）11月から2006年（平成18年）3月にかけてダム基礎を掘削。2008年（平成20年）8月にダムの築堤を完了し、2012年（平成24年）に完成した。

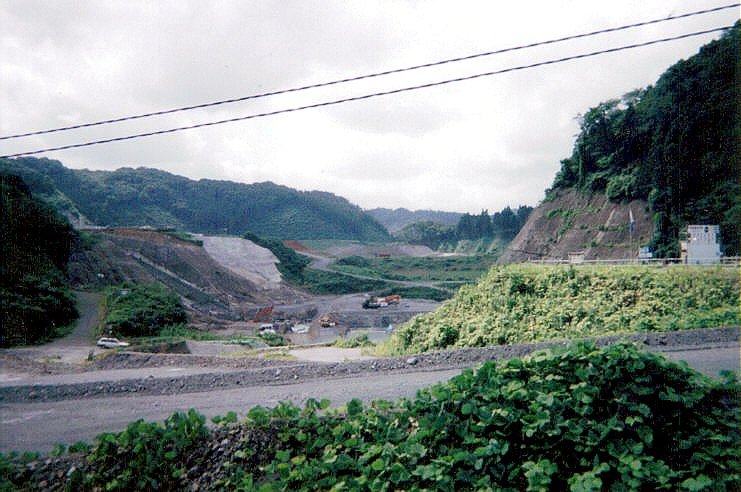
基礎掘削工事（2006年）
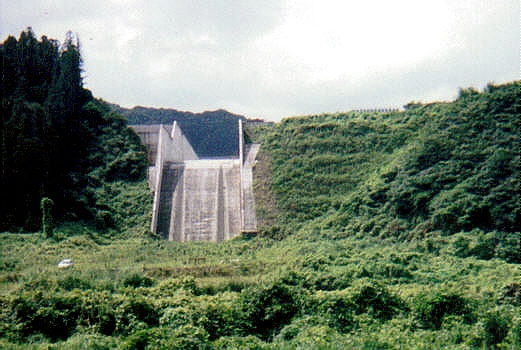
建設中の洪水吐（2006年）
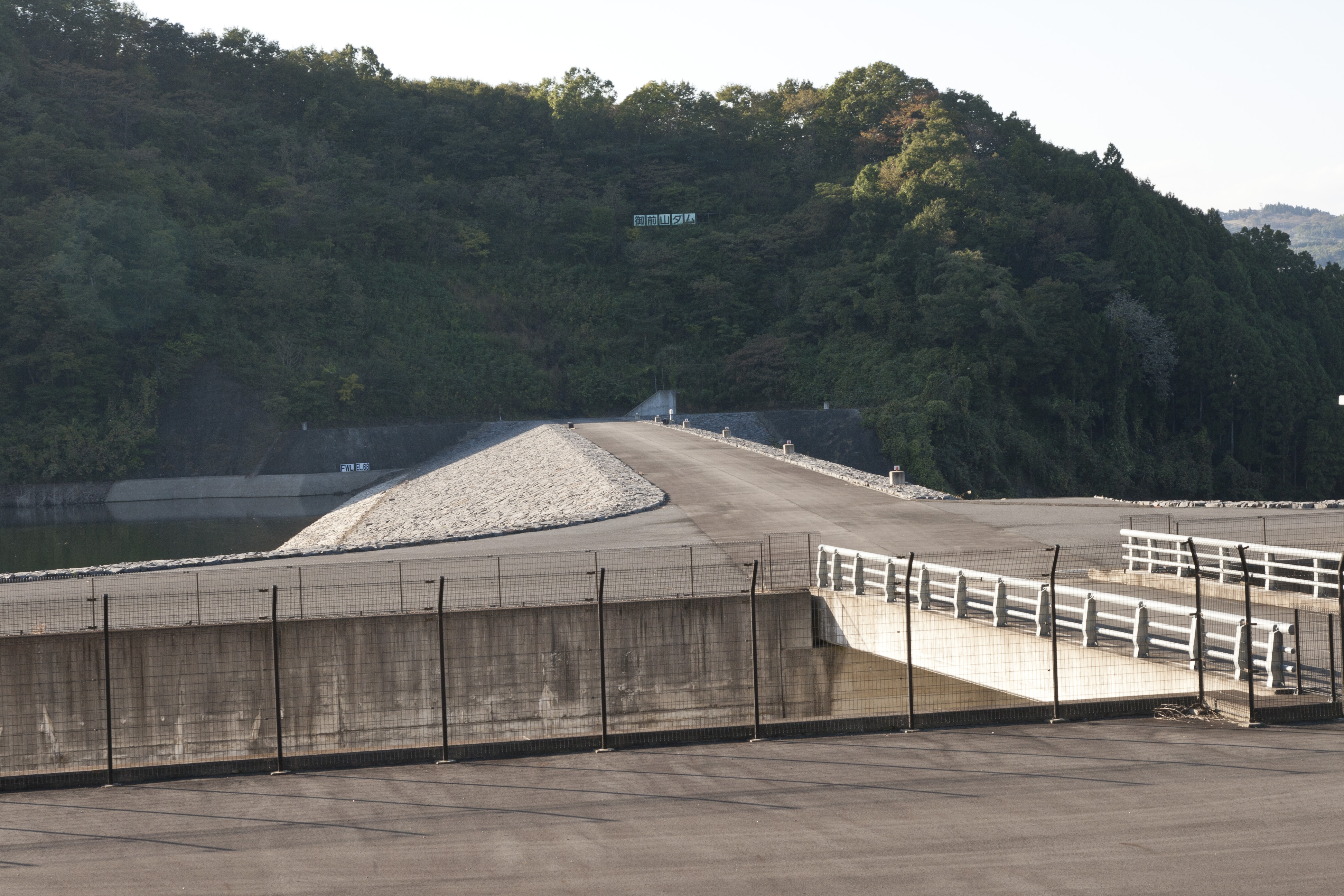
完成したダムの天端（2016年）

## 周辺
ダム周辺は御前山県立自然公園に指定され、「常陸の嵐山」とも呼ばれている。また、ダム湖の周囲には御前山ダムサイクリングコース（約6km）が整備されている。

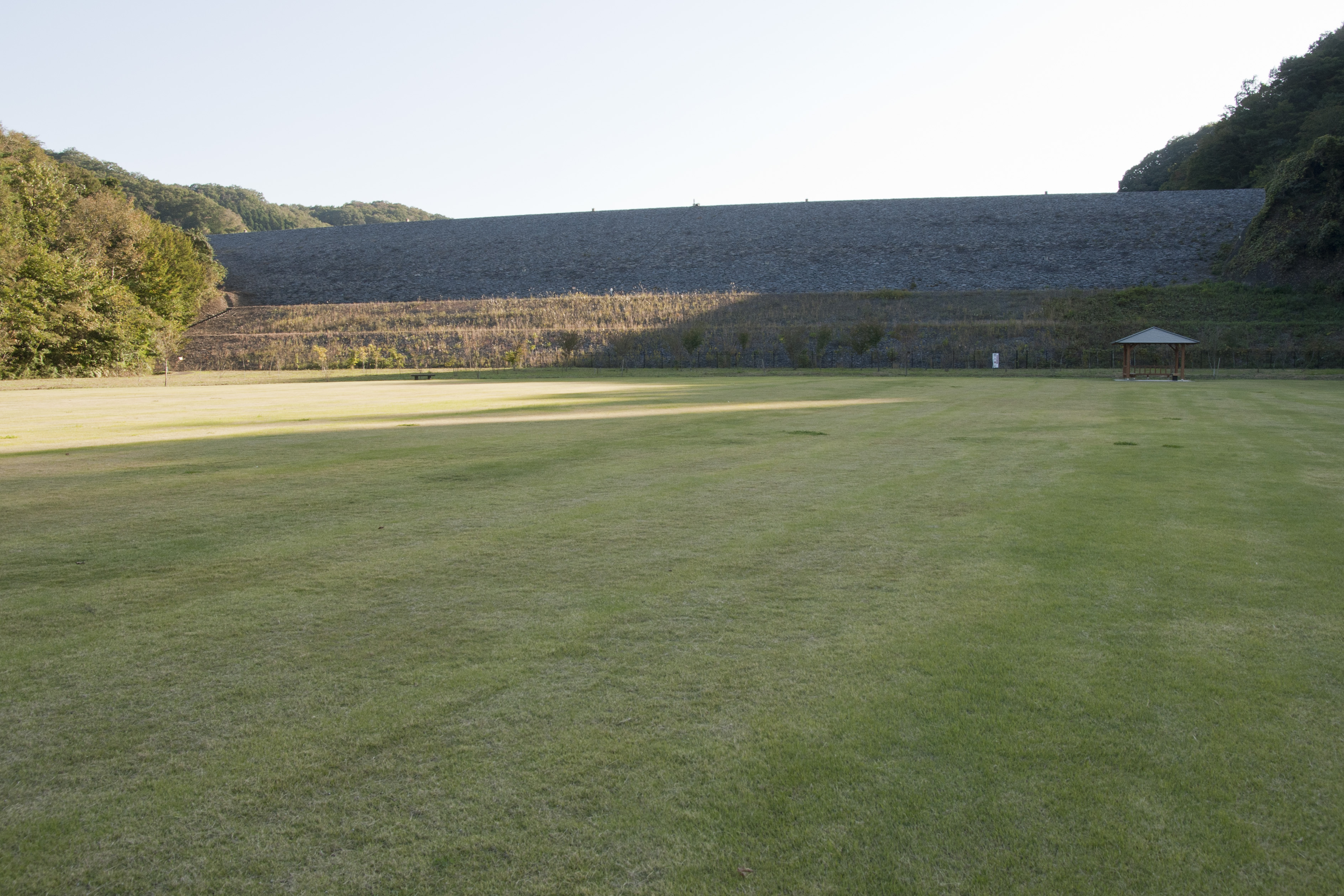
ダム下流側を公園として整備
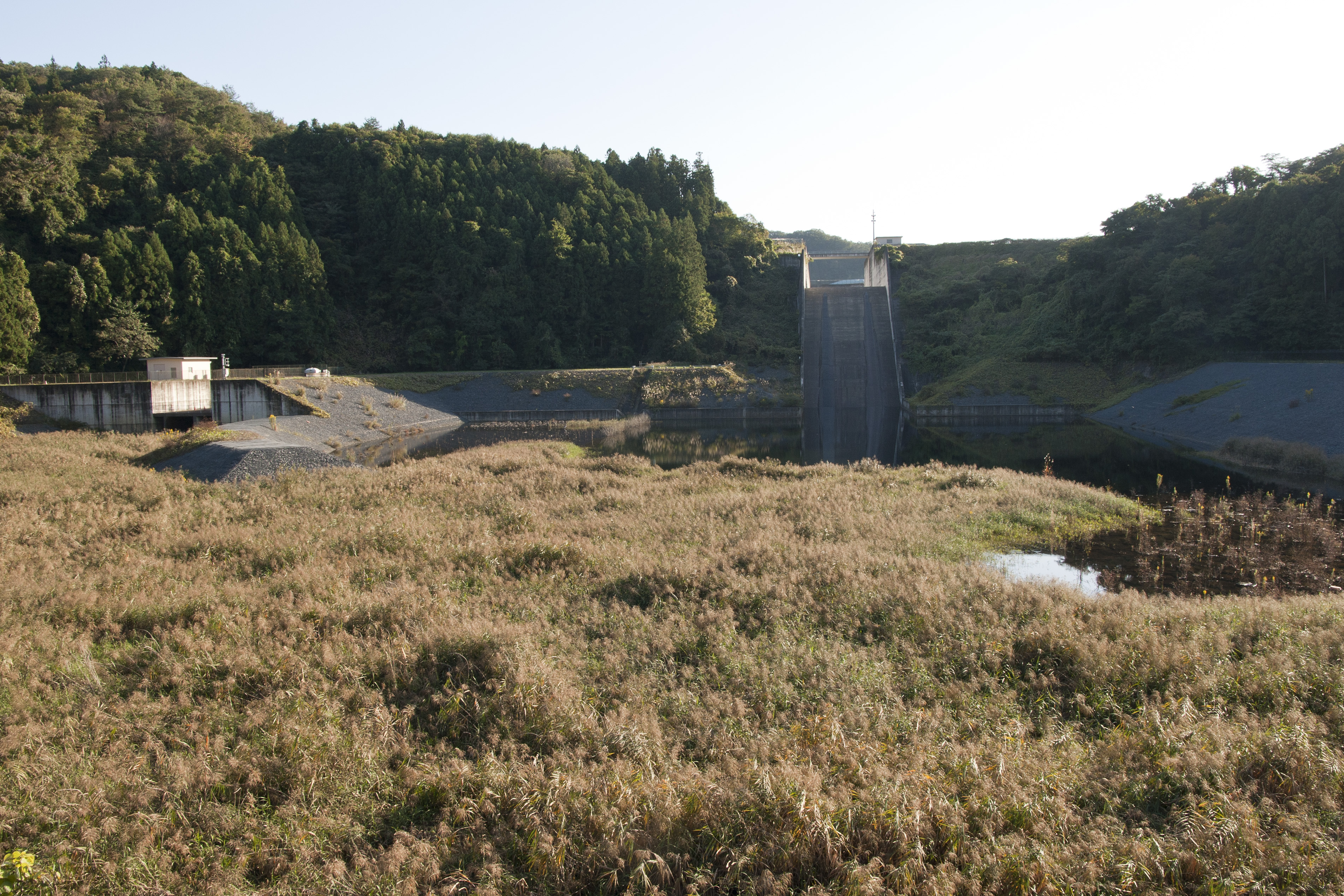
洪水吐の吐口には静水池を配置
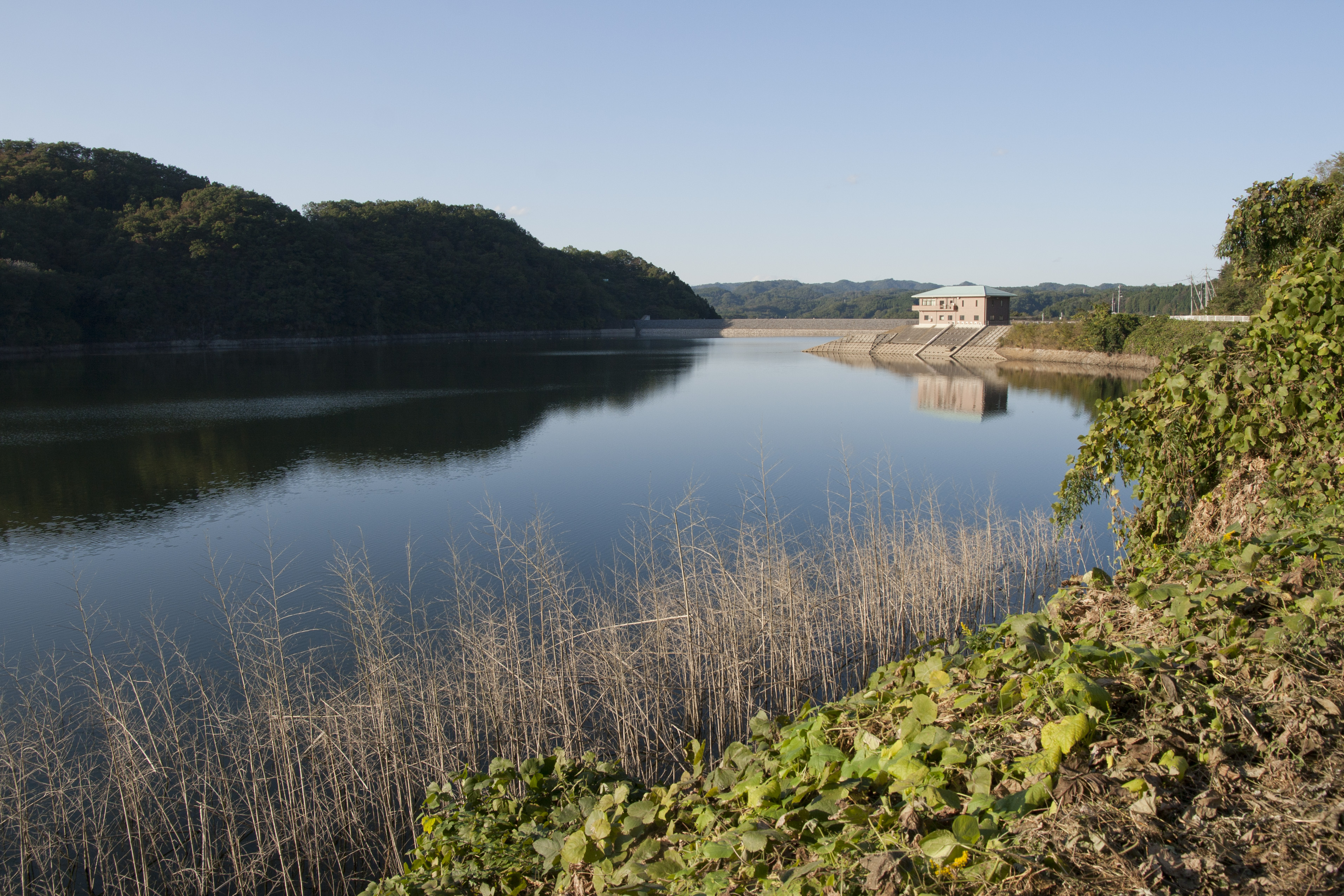
ダム湖に臨む、自然との調和を目指したデザインの管理棟